# Iglesia de Nuestra Señora de la Asunción (Campo de Criptana)
La iglesia de Nuestra Señora de la Asunción es la iglesia parroquial ubicada en la Plaza Mayor de la localidad de Campo de Criptana (Provincia de Ciudad Real). La iglesia se inaugura reedificada el año 1958 al haber sido destruida la anterior en la quema de 1936.

## Historia

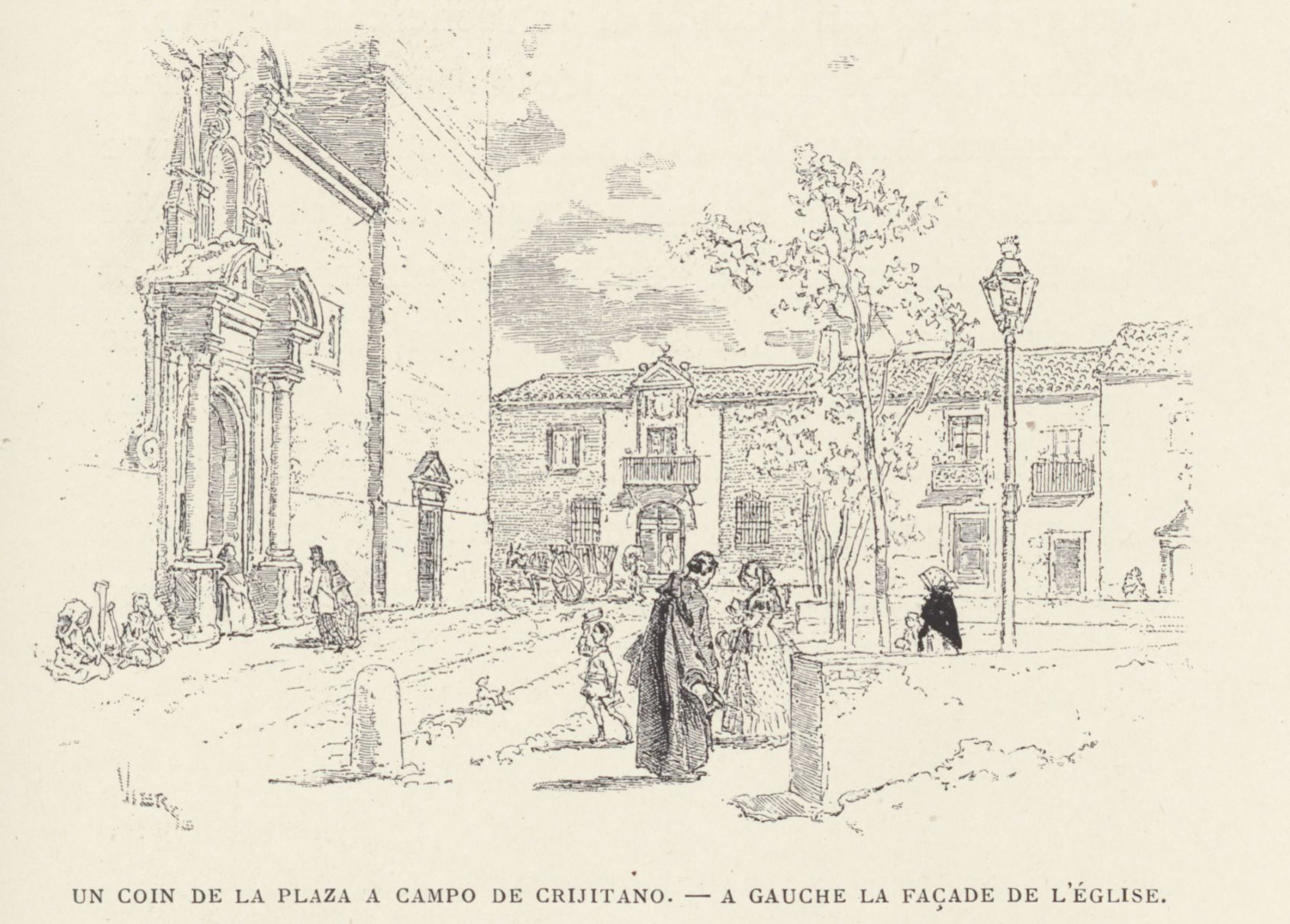
«Un coin de la plaza a Campo de Crijitano, a gauche la facade de l'église» de Vierge (Au pays de Don Quichotte, 1901)

Se inauguró en 1958 tras ser destruida la anterior del siglo XVI durante la guerra civil española. 

## Características
Se trata de una iglesia de tres naves con predominio de la central. Exactamente a la izquierda del ábside, de forma semicircular, se encuentra la capilla del Santísimo donde se encuentra la imagen de Nuestra Señora de Villajos, una talla en madera del siglo XIII, hallada en un muro durante la restauración del Santuario del Santísimo Cristo de Villajos, patrono del pueblo.
A ambos lados de la talla representativa de Nuestra Señora de la Asunción (titular de la iglesia), en su subida al cielo, bajo la Santísima Trinidad. Están pintados al óleo por el artista local Isidro Antequera, representando la Anunciación y la Presentación en el Templo. En su exterior destaca por su elevada altura la torre del campanario que culmina con un chapitel de pizarra a la usanza castellana.